# Collegium Varsoviense
Collegium Varsoviense (do 2007 Szkoła Wyższa Warszawska) – szkoła wyższa z siedzibą w Warszawie. Założona w roku 2001. Prowadzona przez Fundację Rozwoju Edukacji i Nauki. W 2010 roku wraz z Warszawską Wyższą Szkołą Ekonomiczną im. E. Wiszniewskiego, Wyższą Szkołą Techniczno-Ekonomiczną w Warszawie oraz Wyższą Szkołą Biznesu-National Louis University utworzyła konsorcjum uczelni "Futurus".
Uczelnia prowadzi zajęcia na Wydziale Nauk Stosowanych, na następujących kierunkach: administracja, elektronika i telekomunikacja, inżynieria środowiska, zdrowie publiczne. Posiada własne wydawnictwo. W latach 2002–2010 wydawała zeszyty naukowe "Cogitatus".